# Renate Römer
Renate Römer (* 22. Februar 1955 in Wien) war Vizepräsidentin der Wirtschaftskammer Österreich und Obfrau der Allgemeinen Unfallversicherungsanstalt (AUVA).  

## Leben
Nach der Matura absolvierte sie die Hotelfachschule und legte die Konzessionsprüfung für das Gütergewerbe ab. Die Gründung eines eigenen Unternehmens für Spezial- und Tanktransporte erfolgte 1978. Der Bereich Tankreinigung kam 1986 hinzu. Nach einer Vielzahl an Funktionen in der Wirtschaftskammer Österreich, unter anderem als Spartenobmann der Sparte Transport und Verkehr, folgte 2004 der Wechsel in das Präsidium der WKÖ als Vizepräsidentin der Wirtschaftskammer Österreich. Aus dieser Position heraus übernahm KommR Römer Vorstandsfunktionen im Sozialversicherungsbereich. Im Anschluss war Römer von 2006 bis 2008 Obmann-Stellvertreterin in der Pensionsversicherungsanstalt. Im Jahr 2009 folgte dann der Ruf an die Spitze der Allgemeinen Unfallversicherungsanstalt. Damit übernahm erstmals eine Frau diese Funktion.
Der Umgang mit Geldern der AUVA durch Frau Römer war mehrmals Gegenstand von Medienberichten. Seit ihrem Rücktritt als AUVA-Obfrau Ende 2014 ist sie Sonderbeauftragte der Wirtschaftskammer Österreich für die Berufsmeisterschaften. Renate Römer hat einen Sohn und lebt in Wien.